# Miniaturenbemalung

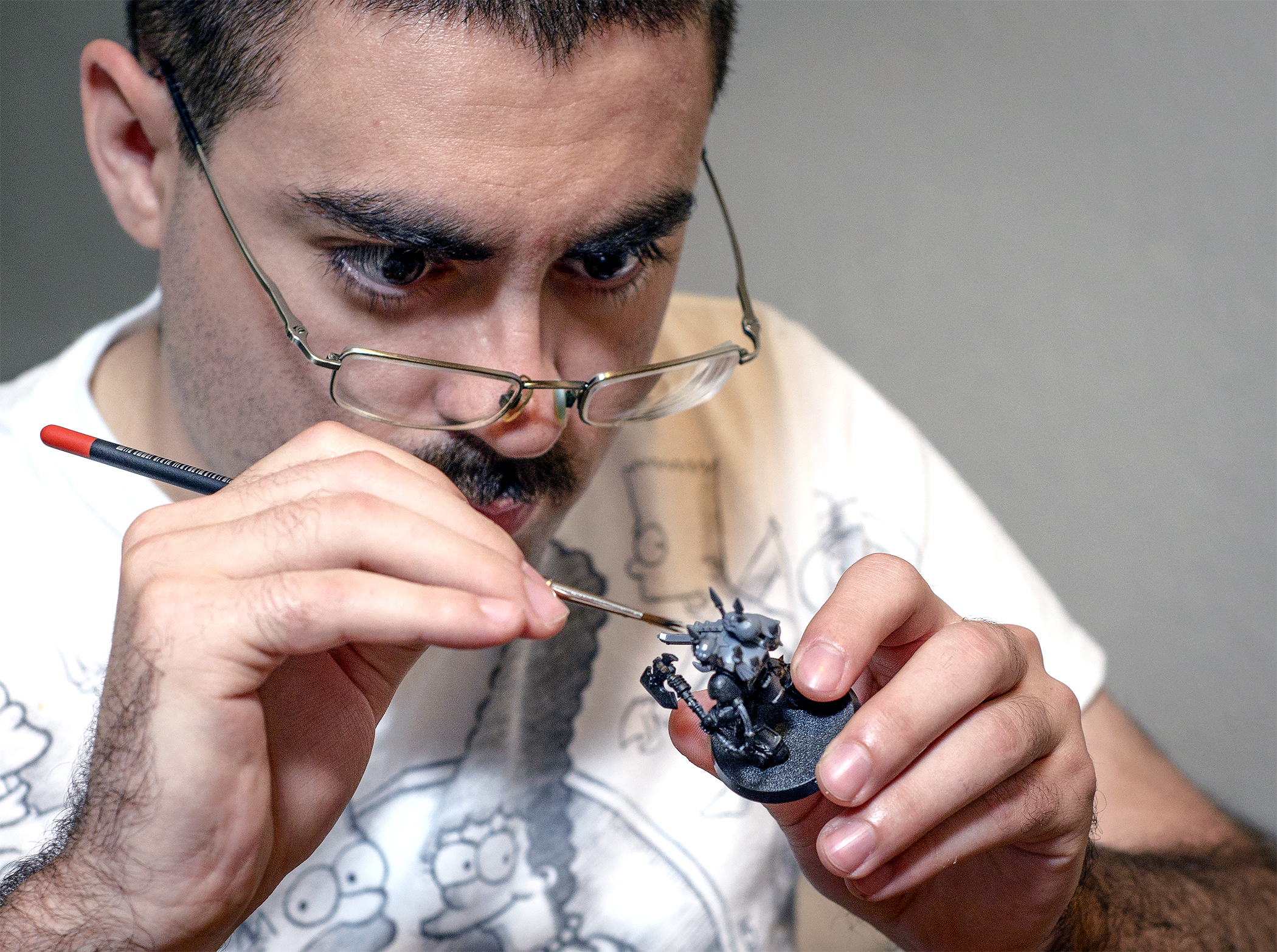
Der Zusammenbau und die Bemalung von Miniaturen ist ein Hauptaspekt des Tabletop-Hobbys.

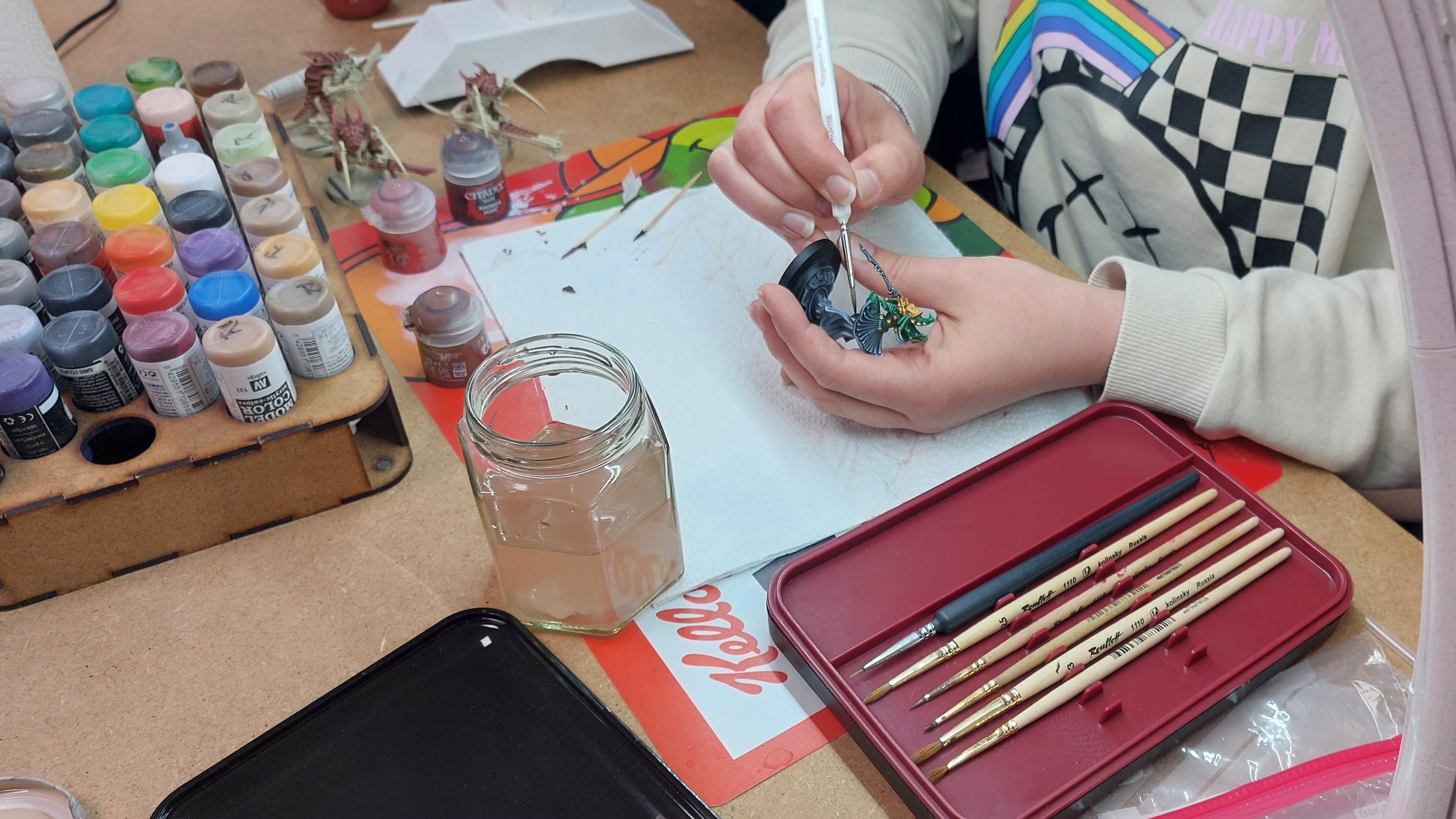
Bemalen einer Warhammer 40.000-Miniatur

Miniaturenbemalung oder Figurenmalerei beschäftigt sich mit dem Bemalen von Miniaturfiguren und/oder Modellfiguren. Die Miniaturenbemalung wird meistens als Hobby betrieben, entweder als eigenständiges Hobby oder als Teil eines anderen Hobbys, bei dem Miniaturen verwendet werden, wie Rollenspiele, Tabletop oder Modellbau. Teilweise werden auch die Miniaturen von Brettspielen bemalt. Die Miniaturenbemalung wird auch professionell betrieben, entweder von Personen, die einen Bemalservice anbieten, als Maler für Spielehersteller oder als freischaffende Künstler. Solche Künstler bieten häufig auch Lehrgänge zur Miniaturenbemalung an, veröffentlichen Anleitungen zur Miniaturenbemalung in sozialen Medien oder bringen Bücher zur Miniaturenbemalung heraus. Auch Hersteller bringen Bücher zur Bemalung ihrer eigenen Miniaturenlinie oder zur Bewerbung ihrer Werkzeuge und Hilfsmittel heraus.
Viele Maler bemalen auch Miniatur-Büsten. Diese Büsten haben oft einen größeren Maßstab als die Miniaturen und ermöglichen einen höheren Detailgrad.
Teil der Miniaturenbemalung ist auch die Gestaltung einer szenischen Base. Dies kann von einfachen Bases für Spiel-Miniaturen bis hin zu sehr aufwändigen Bases reichen, die man schon fast als Diorama bezeichnen kann.
Da die Miniaturenbemalung als unabhängiges Hobby an Umfang und Beliebtheit gewonnen hat, wurden die damit verbundenen Techniken und Methoden zu fortschrittlichen Standards entwickelt. Es wurden viele Online-Foren und Online-Galerien eingerichtet, in denen Maler ihre Ausstellungsstücke und Wettbewerbsarbeiten anderen zur Ansicht und Bewertung zur Verfügung stellen können, wie z. B. CoolMiniOrNot und Putty&Paint, sowie Miniaturenbemalung-Conventions oder -Veranstaltungen auf größeren Tabletop-Conventions.

## Miniaturen

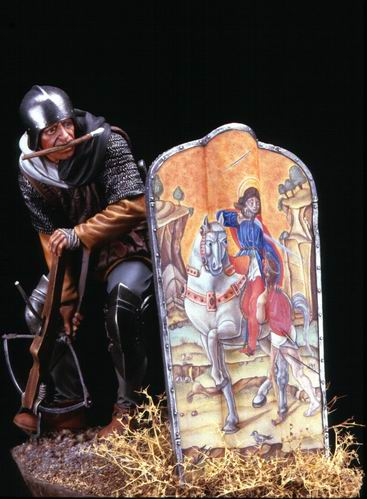
Bemalte Miniatur eines Armbrustschützen mit einer Miniaturmalerei auf dem Schild

Die für die Bemalung verwendeten Miniaturen können sich in Bezug auf Materialien, Genres, Themen und Stil stark unterscheiden. Diese Unterschiede hängen oft mit dem Zweck der Bemalung zusammen, d. h. ob die Modelle nur zum Spielen (Spielmodelle), zum Bemalen und Ausstellen (Ausstellungsmodelle) oder zum Spielen mit Rücksicht auf die Maler hergestellt werden.

### Materialien
Die gängigen Materialien für Miniaturen sind:
- Weißmetall
- Kunststoff
- Kunstharz/Resin

Bei Miniaturen aus dem 3D-Drucker hängt das Material von dem genutzten Filament ab.
Seltener sind Miniaturen aus Weich-PVC.

### Genre, Thema und Stil
Modelle werden in fast allen Genres hergestellt. Aufgrund der engen Verknüpfung der Produktion mit Tabletop-Spielen sind die häufigsten Genres, in denen Modelle hergestellt werden, Fantasy, Science-Fiction, Steampunk und Mittelalter und Neuzeit. Die Verbindung zu Konfliktsimulationen bedeutet, dass es sich bei den meisten Modellen um einzelne Figuren (die einzeln oder in Einheitssätzen verkauft werden) in Angriffs- oder Verteidigungshaltung handelt. Innerhalb der breit gefächerten Genres gibt es immer noch große Unterschiede bei den Miniaturen, die von verschiedenen Herstellern oder sogar von demselben Hersteller in verschiedenen Linien produziert werden. Games Workshop stellt beispielsweise Modelle für Age of Sigmar und Herr der Ringe her, beides Fantasy-Settings, wobei sich der Stil und die Ästhetik des Dark Fantasy Age of Sigmar visuell stark von der High Fantasy Herr der Ringe unterscheidet.
Bei den für Spiele produzierten Miniaturen kann es sich entweder um generische Figuren oder um spezifische Variationen gängiger Typen handeln, die für einen Hersteller einzigartig sind, z. B. eine generische Goblin-Figur oder ein lizenziertes Modell, das an das einzigartige Pathfinder-Goblin-Design angepasst ist. Hersteller haben auch oft einen eigenen Stil oder eine bestimmte Ästhetik für Miniaturen, die sie als Teil ihres unternehmerischen Erscheinungsbildes für alle Produktlinien produzieren, so dass die Modelle leicht zu erkennen sind.
Außerhalb von Spielmodellen können die Modelle noch weiter variieren. Oft werden Modelle mit ähnlichen Motiven hergestellt, viele zeigen Science-Fiction-, Fantasy- oder historische Figuren in Kampfhaltung; aber die Einschränkung, dass die Modelle dem Stil, dem Setting oder dem Maßstab eines Spiels entsprechen müssen, gibt es bei Nicht-Spieler-Modellen nicht. Daher ist die Palette der Genres und Themen breiter und umfasst Modelle prominenter nicht-militärischer historischer Figuren, Figuren zeitgenössischer Personen, lizenzierte Figuren von Mediencharakteren oder Originalcharaktere in verschiedenen Umgebungen und Szenarien. Es ist auch üblich, Ausstellungsmodelle so zu modellieren, dass sie eine Momentaufnahme darstellen, um eine erzählerische Geschichte in Form eines Tableau vivants zu wiederzugeben. Daher werden Ausstellungsmodelle oft in einem realistischeren Stil modelliert.
Es ist weiterhin üblich, dass die Modelle keine menschlichen oder humanoiden Charaktere abbilden. Viele Spielsysteme enthalten Regeln für die Verwendung von Fahrzeugen wie Flugzeugen, Panzern oder Mechs, so dass es viele Spielfiguren gibt, die diese im Spiel darstellen. Es gibt Firmen, die maßstabsgetreue Bausätze von Fahrzeugen wie Flugzeugen oder Panzern als eigenständige Modelle und nicht als Spielfiguren herstellen, wie z. B. Revell-Modelle, allerdings wird oft zwischen denjenigen, die solche Bausätze bemalen (Maßstabsmodellbauer), und den Figurenmalern unterschieden. Es ist ebenfalls üblich, dass sowohl Spiel- als auch Ausstellungsmodelle alltägliche Tiere und Fantasiewesen darstellen, entweder als Einzelmodelle oder als Teil eines Dioramas.
Einige Unternehmen stellen detaillierte, maßstabsgetreue Büsten für Ausstellungen und Wettbewerbe her. Diese sind eine Untergruppe der Ausstellungsmodelle und können in Bezug auf Thema und Umgebung ebenso stark variieren.

### Base
Neben der Bemalung von Modellen ist auch die Erstellung einer szenischen Base für das Modell ein wichtiger Teil des Hobbys (obwohl sich nicht alle Maler um die Base ihrer Modelle kümmern). Diese können von sehr einfachen Anwendungen von strukturierten Pasten, Splitt und statischem Gras für Spielbasen bis hin zu größeren szenischen Basen für Ausstellungsmodelle und sogar zu vollständigen Dioramen reichen. Dabei werden eine Vielzahl von Materialien verwendet wie Wurzeln, Erde, Rost, Sand, Steine und Baumrinde bis hin zu klassischen Künstlermaterialien wie Acrylfarbe, Ölfarbe, Wasserfarben oder Pigmente. Das Werk kann Aspekte des Modellierens beinhalten, um zusätzliche Details für Modelle und Sockel zu schaffen, als Mittel zur Anpassung des Modells, um es einzigartiger zu machen, oder um völlig neu gebaute Miniaturen für die Bemalung zu schaffen.

## Miniaturengrößen
Modelle gibt es in einer Vielzahl von Maßstäben. Die Größe von Ganzkörperfiguren wird in der Regel in Millimetern angegeben, obwohl die angegebene Größe der Modelle aufgrund von Maßstabsveränderungen nicht immer korrekt ist, da die Modelle im Laufe der Zeit größer geworden sind, aber immer noch als derselbe Maßstab bezeichnet werden. Zum Beispiel werden die Modelle von Games Workshop immer noch als Modelle im 28-mm-Maßstab angegeben, aber im Laufe der Jahre der Produktion hat sich die Größe vergrößert, so dass sie jetzt eher im 32-mm-Maßstab erhältlich sind. Die Größe von Büsten wird fast ausschließlich als Verhältnismaßstab und nicht in Millimetern angegeben.
Der am häufigsten anzutreffende Maßstab ist der 28-mm-Maßstab, da dies der gängigste Maßstab ist, der in den letzten Jahren von Spieleherstellern verwendet wurde, obwohl diese Modelle aufgrund von Maßstabsverschiebungen auch näher am 32 mm- oder sogar 35 -mm-Maßstab liegen können. Zusätzlich zur Maßstabsverschiebung weisen Modelle, die als 28-mm-Modelle verkauft und vermarktet werden, oft anatomische Merkmale wie Hände und Köpfe auf, die nicht im Verhältnis zum Rest des Modells stehen. Ursprünglich war dies eine Folge der Begrenzung feiner Details in Metall und wird häufig als stilistische Entscheidung getroffen, um einen imposanteren oder eindrucksvolleren Charakter zu schaffen, der als „heroic scale“ bezeichnet wird. Modelle, die exakt maßstabsgetreu sind, werden als „true scale“ bezeichnet. Heroic scale ist bei Science-Fiction- und Fantasy-Modellen häufiger anzutreffen als bei historischen Tabletops, obwohl maßstabsgetreue Modelle manchmal trotzdem unter heroischen Proportionen leiden können.
Andere gängige Maßstäbe für Modelle sind 54 mm und 72 mm. Diese sind weniger verbreitet, da nur wenige Spiele Modelle dieser Größe verwenden. Unternehmen, die Modelle in diesen Größen herstellen, sind oft unabhängige Hersteller von Modellen, die als Ausstellungsmodelle gedacht sind. Da diese Modelle nicht oft für Spiele verwendet werden, leiden sie auch nicht so sehr unter der Maßstabsverschiebung. Der größere Maßstab bietet mehr Möglichkeiten für mehr Details, die in kleineren Maßstäben nicht gegossen werden können, und die größere Größe bietet auch mehr Platz für solche Details. Aufgrund der größeren Größe und der höheren Detailgenauigkeit sind diese Maßstäbe oft die erste Wahl für Wettbewerbsmaler, sofern die Größenbeschränkungen dies zulassen.
Bei Büsten sind die gebräuchlichsten Maßstäbe 1:12 und 1:10. Sie sind groß genug, um genügend Details zu zeigen, ohne so groß zu sein, dass der Schattenwurf der Skulptur auf sich selbst das Bild beeinträchtigt, wie es bei größeren Maßstäben der Fall wäre. Da es bei Büsten weniger häufig zu Maßstabsverschiebungen kommt und ein größerer Maßstab einen heroischen Maßstab offensichtlich und unnatürlich aussehen lassen würde, sind viele Büstenhersteller dazu übergegangen, den Oberkörper und die Arme sowie alle gehaltenen Gegenstände wie Waffen oder sogar den gesamten Oberkörper von der Taille an aufwärts einzubeziehen, im Gegensatz zu einer traditionelleren Büste, die nur die Schultern aufwärts umfasst. Dadurch wird die Größe der Modelle vergrößert, um das visuelle Interesse zu steigern und die physische Oberfläche für zusätzliche Details zu vergrößern. Dies ist vor allem bei Unternehmen üblich, die Büsten speziell als Ausstellungsmodelle oder für Wettbewerbe herstellen.

## Farben
Für die Miniaturenbemalung können viele verschiedene Arten von Farben verwendet werden, um unterschiedliche Effekte und Oberflächen zu erzielen. Ursprünglich wurden für die Figurenbemalung fast ausschließlich Emaille-Farben wie Testors and Humbrol verwendet, da nur diese weithin verfügbar waren. Sie lieferten kräftige Farben, hafteten gut auf den damaligen Metallmodellen und später auch auf Kunststoffmodellen, und die lange Trocknungszeit von 12 bis 24 Stunden bedeutete, dass sie sich selbst zu einem glatten Finish ausgleichen konnten. Allerdings haben Emaille-Farben auch einige Eigenschaften, die viele Figurenmaler als unerwünscht empfinden. Dazu gehören die Notwendigkeit spezieller Verdünner zum Verdünnen der Farben und Reinigen der Pinsel, Einschränkungen bei den Techniken, die im Vergleich zu anderen Farben verwendet werden können, die lange Trocknungszeit, die das Malen von Lichtern und Schatten zu einem längeren Prozess macht, und die Notwendigkeit, im Freien oder in gut belüfteten Räumen zu malen, da die Farben giftige Dämpfe abgeben. Obwohl sie in Modellbaukreisen nach wie vor beliebt sind, haben die Nachteile von Emaillefarben im Vergleich zu anderen Farbarten dazu geführt, dass sie bei der Miniaturenbemalung weniger beliebt sind, insbesondere bei denen, die nach fortgeschrittenen Standards malen.

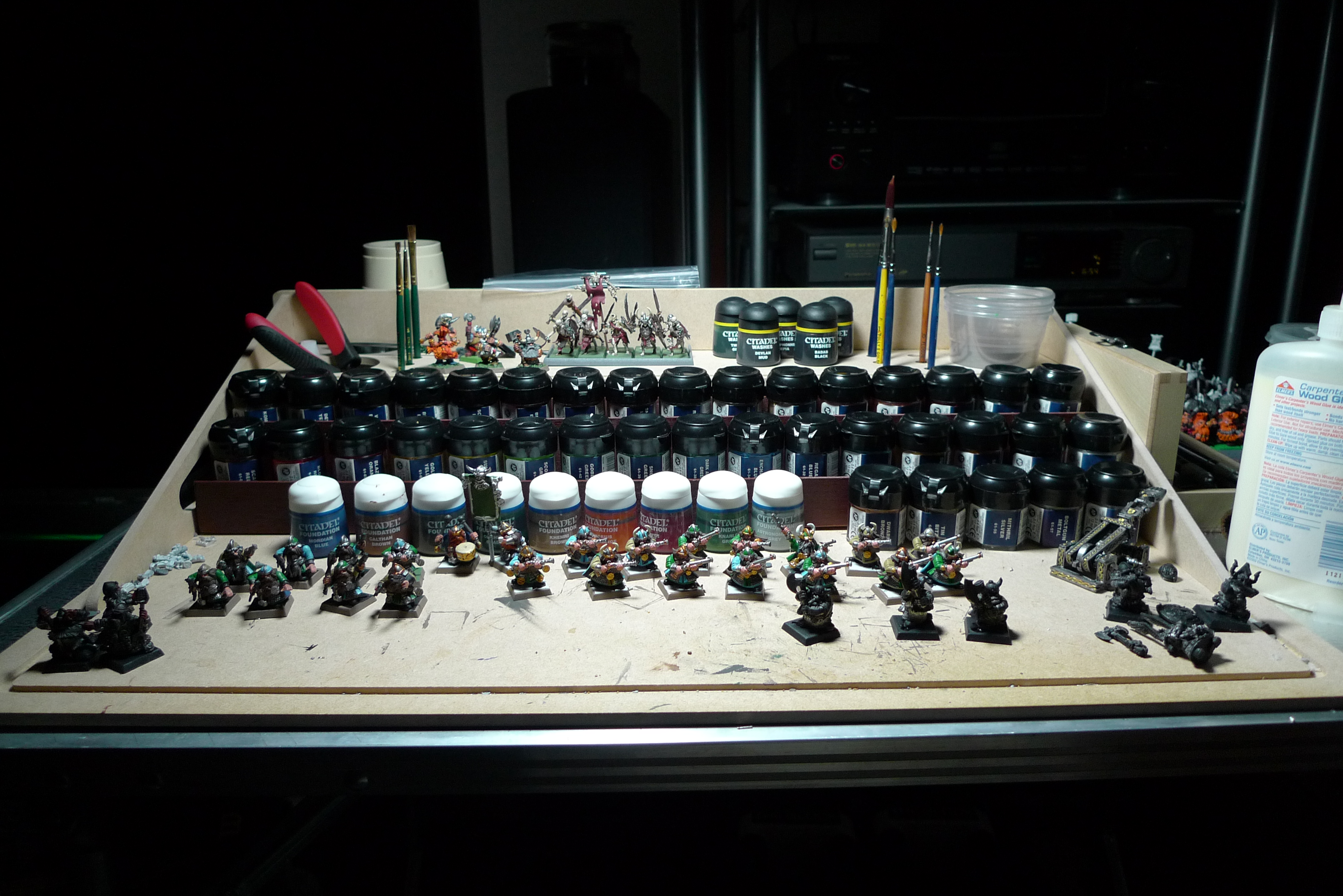
Die Malstation eines Künstlers mit Acrylfarben, Pinseln und weiteren Werkzeugen

Mit der zunehmenden Verbreitung von Acrylfarben begannen die Unternehmen, Acrylfarben herzustellen, die speziell für die Miniaturenbemalung entwickelt wurden und sich dadurch auszeichnen, dass sie dünner sind als Künstleracrylfarben, besser fließen und eine höhere Pigmentdichte und feinere Pigmente aufweisen als billigere Bastel-Acrylfarben.  Dazu gehören Unternehmen, die nur Farben und farbverwandte Produkte herstellen, wie z. B. Acrylicos Vallejo's Model Color und Game Color Linien, Unternehmen, die Farben zur Ergänzung von Miniaturen-Linien herstellen, wie z. B. Games Workshop's Citadel Colour Farben, und Unternehmen, die Farben zur Ergänzung von Display-Modelllinien herstellen, wie z. B. Scale75's Scalecolor Farben. Am gebräuchlichsten sind dünnflüssige Acrylfarben, aber einige Firmen stellen auch Acrylfarben auf Gelkonsistenzbasis her, wie z. B. Warcolour-Farben. Die Hauptvorteile von Acrylfarben gegenüber Emaillefarben sind die schnellere Trocknungszeit, dass Acrylfarben mit Wasser verdünnt werden können, dass verschiedene Medien und Zusatzstoffe (z. B. Verzögerer, Tenside usw.) beigemischt werden können, um das Malen zu erleichtern, dass mehrere verdünnte und halbtransparente Farbschichten verwendet werden können, um Mischungen und Effekte zu erzielen, und dass sie ungiftig sind. Wegen dieser Vorteile sind Acrylfarben die beliebteste Wahl unter den Figurenmalern. Die meisten Maler, vor allem die Ausstellungs- und Wettbewerbsmaler, verwenden ausschließlich Acrylfarben oder überwiegend Acrylfarben mit einigen anderen Farbtypen, die zur Erzielung bestimmter Effekte eingesetzt werden, obwohl einige Figurenmaler aus persönlicher Vorliebe oder Nostalgie immer noch Emaillefarben verwenden. Neben Acrylfarben, die speziell für die Figurenmalerei entwickelt wurden, kann man auch normale „Heavy Body“-Acrylfarben verwenden, um sehr detaillierte Ergebnisse zu erzielen, vorausgesetzt, sie sind von hoher Künstlerqualität.
Ölfarben können auch für die Miniaturenbemalung verwendet werden. Die langsame Trocknungszeit ermöglicht es, nass in nass zu malen, was von Figurenmalern als „Wetblending“ bezeichnet wird, um sanfte Farb- und Wertübergänge zu erzielen. Bei der Verwendung von Ölfarben für die Miniaturenbemalung ist es üblich, zunächst eine Schicht Acrylfarbe aufzutragen, um eine farbliche Grundlage zu schaffen, gefolgt von einer Schicht Glanz- oder Mattlack, um das Risiko zu vermeiden, dass Ölverdünner die Acrylfarbe angreifen. Die Verwendung von Ölfarben für die Bemalung ganzer Modelle ist weitaus weniger verbreitet als die von Acrylfarben, obwohl sie bei Ausstellungsmalern, die sich auf historische Modelle spezialisiert haben, sehr beliebt ist und oft als fortschrittlichere Methode im Vergleich zu Acrylfarben angesehen wird. Eine häufigere Verwendung von Ölfarben in der Figurenmalerei ist die Bemalung des Modells mit Acrylfarben und die anschließende Verwendung von verdünnter Ölfarbe zum Auftragen von Ölwaschungen für Schattierungen.
Andere Lacke können verwendet werden, sind aber weit weniger verbreitet. Lackfarben können zum Auftragen von schnell trocknenden und sehr strapazierfähigen, kratz- und abriebfesten Farbschichten mit einer Airbrush verwendet werden, sind aber noch giftiger als Emaille und werden daher nicht häufig eingesetzt. Aquarellfarben können für Verwitterungseffekte verwendet werden, da sie schnell Staub- oder Schmutz-Effekte erzeugen und mit Wasser reaktiviert werden können, um Überschüsse zu entfernen, obwohl sie nicht ohne weiteres für die Bemalung des gesamten Modells verwendet werden können und nach dem Auftragen mit einem Lack versiegelt werden müssen.

## Werkzeuge

### Vorbereitung
Bevor die Modelle bemalt werden können, müssen sie in der Regel vorbereitet werden, wofür verschiedene Werkzeuge verwendet werden können. Kunststoff- und Harzmodelle müssen oft vom Anguss und Gussgraten befreit werden. Dies kann mit einem Bastelmesser, einem Skalpel oder einem kleinen Seitenschneider geschehen, wobei der Seitenschneider häufig einseitig geschliffen ist, um die Gussreste bündig mit der Miniatur abzuschneiden. Sobald die Modellteile gereinigt sind, werden sie mit Sekundenkleber oder, bei Kunststoffmodellen, mit flüssigem Kunststoffkleber zusammengeklebt. Eventuell ist auch eine Verstärkung der Klebestellen durch Stifte notwendig. Nach dem Zusammenbau kann es erforderlich sein, überschüssigen Kleber zu entfernen oder die Oberfläche des Modells mit Modellbau-Feilen oder feinem Schleifpapier zu glätten und etwaige Lücken, in denen die Teile nicht bündig zusammenpassen, mit einer Spachtelmasse wie Milliput zu füllen. Sobald das Modell vollständig vorbereitet ist, kann bei Bedarf eine Grundierung aufgetragen werden.
Zur leichteren Bemalung wird die Miniatur im ganzen oder, bei komplexen Miniaturen, auch einzelne Teile auf einem Griff befestigt. So können alle Flächen der Miniatur bemalt werden, ohne das gewartet werden muss, bis an einer anderen Stelle der Miniatur die Farbe getrocknet ist. Außerdem ist ein Griff ergonomischer und daher weniger anstrengend für die Hand, wenn man lange am Stück malt. Als Griff können alte Korken, leere Farbtöpfe oder ähnliches genutzt werden. Es gibt aber auch spezielle Griffe für die Miniaturenbemalung. Will man mehrere ähnliche Miniaturen gleichzeitig bemalen, gibt es auch die Möglichkeit, mehrere Miniaturen auf einem stabilen Stück Pappe, auf einem Holzbrettchen oder einem Blechstreifen zu befestigen.

### Pinsel
Die für die Miniaturenbemalung verwendeten Pinsel unterscheiden sich je nach Art der verwendeten Farbe und der angewandten Technik. Für Farben, die spezielle chemische Verdünner erfordern, wie z. B. Emaille, Lacke und Öle, werden häufig Pinsel aus synthetischen Fasern empfohlen, um die Lebensdauer zu verlängern, da die Verdünner dazu führen können, dass sich die Naturfasern mit der Zeit abnutzen. Obwohl Pinsel mit Naturborsten oft für feinere Details verwendet werden. Bei Acrylfarben, die mit Wasser verdünnt werden können, gibt es weniger Bedenken wegen des Verschleißes der Borsten. Viele Acrylmaler nutzen daher auch Naturhaarpinsel, da sie eine gute Kontrolle über den Farbfluss und eine scharfe, präzise Spitze zum Malen feiner Details bieten. Die Pinselgrößen können je nach Aufgabe variieren. Manche Maler verwenden extrem kleine Pinsel, um sehr feine Details eines Modells zu malen. Bei der Arbeit mit langsam trocknenden Farben, wie z. B. Emaille, kann dies der Fall sein, da sich mit kleineren Pinseln feinere Linien leichter ziehen lassen. Bei der Arbeit mit schnell trocknenden Acrylfarben können die geringen Farbmengen in einem kleinen Pinsel jedoch schnell in den Borsten eintrocknen, was den Pinsel beschädigt und das Malen erschwert. Daher raten viele hochqualifizierte Ausstellungs- und Wettbewerbsmaler von kleinen Pinseln ab und empfehlen stattdessen die Verwendung größerer Pinsel mit sehr feiner Spitze, wie z. B. Kolinsky-Zobelpinsel, für präzises und detailliertes Malen.

### Airbrush-Pistolen
Airbrush-Pistolen sind auch ein häufig verwendetes Werkzeug für die Miniatruenbemalung. Mit einer Airbrush lassen sich Grundierungen, entweder einfarbig oder zenital, und Lacke schnell und großflächig auftragen, aber auch feinere Detailarbeiten wie das Erstellen von Farbverläufen und das Auftragen von Tönungen oder Lasuren auf großen Flächen. Für feine Detailarbeiten werden kleinere Nadeln bevorzugt, während größere Nadeln zur Beschleunigung von weniger detaillierten Anwendungen bevorzugt werden. Airbrushes mit Schwerkraftzuführung werden gegenüber Airbrushes mit Seiten- oder Bodenzuführung bevorzugt, da weniger Farbe verschwendet wird, und Airbrushes mit Doppelfunktion werden oft gegenüber Airbrushes mit Einfachfunktion bevorzugt, da sie eine bessere Kontrolle über den Sprühvorgang ermöglichen.

### Paletten
Eine Palette wird zum Verdünnen und Mischen von Farben verwendet. Das Verdünnen von Farben ist beim Bemalen von Figuren unerlässlich, da die kleinen Details leicht durch zu dick aufgetragene Farbe verstopft werden können. Jedes nicht poröse Material, wie z. B. eine Keramikfliese, kann als Palette verwendet werden, und viele Bastelfirmen verkaufen gute Paletten und Palettenpapierunterlagen. Viele Miniaturenbemaler, die mit Acryl arbeiten, verwenden Nasspaletten, damit ihre Farben während einer Malsitzung nicht zu schnell austrocknen. Diese Paletten werden oft aus Haushaltsmaterialien hergestellt, manche verwenden jedoch auch kommerzielle Paletten von Kunstzubehör-Herstellern oder Nasspaletten, die von Hobbyfirmen speziell für die Miniaturenbemalung hergestellt werden.

## Wettbewerb
Es gibt zahlreiche Wettbewerbe für Figurenmalerei, an denen Malerinnen und Maler auf verschiedenen Ebenen teilnehmen können.
Viele Miniatur-Hobby-Geschäfte und Spielwarenläden veranstalten kleine Wettbewerbe – entweder als regelmäßige Einzelveranstaltung oder als Teil einer größeren Sonderveranstaltung – bei denen Kunden aus der Umgebung gegeneinander antreten können. Dabei geht es entweder nur um den Titel des Gewinners oder um Preise wie Produkte oder Einkaufsgutscheine. Die teilnehmenden Modelle können durch eine Abstimmung der Teilnehmer oder durch die Angestellten des Geschäfts oder andere externe Juroren, wie z. B. einen angesehenen Maler aus der Region, bewertet werden. Solche Wettbewerbe können je nach dem Niveau der örtlichen Maler sehr unterschiedliche Qualitätsstandards aufweisen. Es ist üblich, dass diese Wettbewerbe eine kleine Anzahl von Kategorien haben, wie z. B. ein einzelnes Modell und eine Einheit, oder dass sie ein einziges Thema haben, wie z. B. „große Monster“ oder „Paint Your Hero“, und oft mit einer Unterscheidung zwischen Beiträgen von Erwachsenen und Jugendlichen.
Es gibt auch viele groß angelegte internationale Wettbewerbe für fortgeschrittene Maler, die entweder als eigenständige Veranstaltungen oder als Teil größerer Spielekongresse abgehalten werden. Diese Wettbewerbe werden oft von Spiele- oder Miniaturenfirmen gesponsert oder organisiert, wie zum Beispiel der Resin Beast-Wettbewerb, der von Creature Caster auf der AdeptiCon veranstaltet wird, oder der Golden Demon-Wettbewerb, der von Games Workshop auf ihrem jährlichen Warhammer-Fest organisiert wird, obwohl sie manchmal auch unabhängig von den Conventions selbst organisiert werden. Wettbewerbe haben oft mehrere Kategorien, in denen man teilnehmen kann. Einige gängige Kategorien, die bei vielen Wettbewerben zu finden sind, sind Einzelfigur, Diorama, Einheit und Fahrzeug, oft weiter unterteilt nach Genres wie Fantasy, Sci-Fi und Historisch, und eine „alles ist erlaubt“-Open-Kategorie ohne Größen-, Themen- oder Teilnehmerbeschränkungen ist ebenfalls üblich. Diese Veranstaltungen ziehen oft Maler aus der ganzen Welt an, die sich auf höchstem Niveau messen wollen. Wettbewerbe können entweder nach einem „traditionellen“ oder nach einem „offenen“ Bewertungssystem beurteilt werden. Bei traditionellen Bewertungssystemen werden die Beiträge in einem ersten Schritt durch eine oberflächliche Betrachtung durch die Preisrichter in die Endrunde aufgenommen. Anschließend werden die Beiträge der Endrunde genauer untersucht, um den ersten, zweiten und dritten Platz in jeder Kategorie zu bestimmen, wobei häufig lobende Erwähnungen an Beiträge vergeben werden, die knapp an einer Platzierung vorbeigeschrammt sind. Beim offenen Bewertungssystem werden die Beiträge in verschiedenen Bereichen bewertet, wie z. B. technisches Können oder Komposition, und die Gesamtpunktzahl für jeden Beitrag bestimmt, welche Auszeichnung er erhält, die oft mit Bronze, Silber oder Gold betitelt ist. Bei einem solchen Wettbewerb gibt es keine Beschränkung, wie viele Beiträge eine Auszeichnung erhalten können – hypothetisch gesehen könnte für keinen einzigen Beitrag eine Auszeichnung vergeben werden oder alle Beiträge könnten Gold erhalten, wenn alle Beiträge ein extrem hohes Niveau aufweisen. Eine andere Art der Bewertung ist ein kombiniertes System, bei dem die Beiträge durch eine Online-Abstimmung und eine persönliche Bewertung eingestuft werden. Bei großen Malwettbewerben gibt es eine Vielzahl von Preisen zu gewinnen, z. B. Produkte des Sponsors, Geldpreise oder einfach nur einen Titel und eine Trophäe oder einen anderen Gegenstand, wie z. B. der Gewinner des Slayer Sword bei Golden Demon, der anstelle einer Trophäe ein physisches Schwert erhält.
Es gibt auch eine Reihe von reinen Online-Wettbewerben, bei denen Maler Fotos ihrer bemalten Modelle in verschiedenen Kategorien einreichen, über die dann per Publikumsabstimmung abgestimmt wird. Manchmal führt die Abstimmung zu einer Vorauswahl, die dann von einer professionellen Jury bewertet wird, wie z. B. beim Everchosen-Wettbewerb von Games Workshop, bei dem jede Games Workshop-Filiale und einige unabhängige Hobbyläden kleine lokale Wettbewerbe veranstalteten, bei denen die Gewinner jeder Filiale zur öffentlichen Abstimmung auf die Everchosen-Webseite hochgeladen wurden und die besten 100 dann von einer professionellen Jury bewertet wurden, um den ersten, zweiten und dritten Gewinner zu ermitteln.